# Heliophila scoparia
Heliophila scoparia är en korsblommig växtart som beskrevs av William John Burchell och Dc. Heliophila scoparia ingår i släktet solvänner, och familjen korsblommiga växter.

## Underarter
Arten delas in i följande underarter:
- H. s. aspera
- H. s. scoparia